# بريدس
بَريدِس هي مدينة من مدن البرتغال. يبلغ عدد سكانها 86,854 نسمة وذلك حسب إحصائيات سنة 2011. تبلغ مساحتها 156.76 كم².

## أعلام
- ماريو سيرجيو
- روي باروس
- خوسيه موتا
- جايمي باتشيكو
- روي كايتانو

## وصلات خارجية
- الموقع الرسمي